# Ривър Финикс
Ривър Финикс (на английски: River Phoenix) е американски актьор и музикант – автор на песни и китарист.
Той е брат на актьорите Рейн, Либерти, Съмър и Хоакин Финикс. През 1980-те години е сред най-талантливите млади актьори, на които се предрича блестяща кариера. През 1988 г. е номиниран от Американската филмова академия за най-добра поддържаща роля.
Ривър Финикс е известен и като активист за защита на животните.
Умира на 23 години от свръхдоза наркотици (комбинация от хероин и кокаин, която е причина за смъртта и на други известни личности като Крис Фарли, Тим Бъкли и Джон Белуши).

## По-известни роли
- Крис Чеймбърс във филма Бъди до мен (оригинално заглавие: Stand by Me), 1986
- Дани Поуп в Бягство към живота (Running on Empty), 1988
- Младият Индиана Джоунс в Индиана Джоунс и последният кръстоносен поход, 1989
- Майк Уотърс в Моят личен Айдахо (My Own Private Idaho), 1991